# Kamikaze 1989
Kamikaze 1989 è un film di fantascienza del 1982 diretto da Wolf Gremm, adattamento del romanzo del 1964 Delitto al trentunesimo piano dello scrittore svedese Per Wahlöö.
È l'ultimo film interpretato dal cineasta tedesco Rainer Werner Fassbinder, morto a soli 37 anni un mese prima della sua uscita. A proposito del suo ruolo, il co-sceneggiatore Robert Katz ha affermato: «Fassbinder nella parte di Jansen incarna la mancanza di futuro di un kamikaze. E l'assenza di un futuro, a sua volta, significa l'assenza di un messaggio».

## Trama
In un distopico 1989, la Repubblica Federale Tedesca è diventata uno dei Paesi più ricchi e potenti del mondo. Tutti i problemi economici, sociali e politici sono stati risolti da una potente corporazione che detiene il monopolio dei mass media e manipola il consenso interno, diffondendo l'illusione di un benessere duraturo. Ma qualcuno tenta di ribellarsi e progetta un attentato dinamitardo proprio contro la lobby dell'informazione. Il tenente Jansen, poliziotto anticonformista che indossa una divisa leopardata e una camicia rossa brillante, ha solo quattro giorni a disposizione per neutralizzare la minaccia. Le sue indagini lo porteranno a scoprire il vero volto del potere e i suoi intrecci con il mondo degli affari.

## Distribuzione
Il film è stato distribuito in Germania Ovest a partire dal 16 luglio 1982. Negli Stati Uniti è uscito il 27 febbraio 1983, dopo l'anteprima dell'ottobre 1982 al Chicago International Film Festival, e nel febbraio 1984 è stato proiettato al Festival internazionale del cinema di Porto.
Nel giugno 2016 è stato nuovamente distribuito negli USA, incassando $17.462, e nel 2017 ha fatto parte della retrospettiva dedicata al cinema di fantascienza durante la 67ª edizione del Festival di Berlino.
In Italia il film non arrivò mai nelle sale, rimase inedito fino all'aprile 1993, quando la ViViVideo non lo distribuì per il mercato delle videocassette. L'edizione italiana venne curata dalla Sinc Cinematografica e i dialoghi italiani e la direzione del doppiaggio affidati a Vinicio Marinucci. 
Venne trasmesso in prima visione TV alle 3.30 di venerdì 26 maggio 1995 su Raitre, all'interno di Fuori orario di Ghezzi, proprio dopo La terza generazione.

## Critica
Il sito Rotten Tomatoes riporta l'83% di recensioni professionali con un giudizio positivo, con un voto medio di 5 su 10.
Il critico Vincent Canby sul New York Times ha suggerito «una curiosa ma non sorprendente fusione di influenze», tra cui i film di Fassbinder, Agente Lemmy Caution: missione Alphaville di Jean-Luc Godard, Il dottor Mabuse di Fritz Lang e la serie I vampiri di Louis Feuillade.

## Riconoscimenti
- 1984 - Festival internazionale del cinema di Porto

Premio della critica, menzione speciale a Wolf Gremm
Candidatura come miglior film (International Fantasy Film Award)

## Colonna sonora
La colonna sonora è stata composta ed eseguita dal musicista tedesco Edgar Froese, fondatore e leader dei Tangerine Dream.
È stata distribuita nel 1982 dalla Virgin Records e nel 1990 è uscita in formato CD audio.

### Tracce
1. Videophonic - 4:17
2. Vitamin C - 2:17
3. Krismopompas - 3:19
4. Polizei Disco - 4:55
5. Intuition - 2:05
6. Polizei Therapie Center - 2:35
7. Blauer Panther - 3:08
8. Schlangenbad - 4:50
9. Unerwarteter Tod - 2:56
10. Flying Kamikaze - 4:00
11. Der Konzern - 3:30
12. Der 31. Stock - 2:15